# Spinner (Roman)
Spinner ist ein Roman des deutsch-schweizerischen Schriftstellers Benedict Wells. Auch wenn es sich ursprünglich um sein Erstlingswerk handelt, wurde es erst 2009, nach dem Erfolg seines Buchs Becks letzter Sommer, vom Diogenes Verlag herausgegeben. Die Inhalte der „wirren Odyssee“, die der junge Protagonist in Berlin erlebt, sowie die Elemente der Jugendsprache sorgten für gemischte Kritiken.

## Inhalt
Der zwanzigjährige Jesper Lier ist nach dem Verschwinden seines Vaters von München nach Berlin gezogen, um dort in einem neuen Umfeld an seinem ersten großen Roman zu arbeiten. Über einen Zeitraum von einer Woche gelangt er hier in eine Reihe für ihn neuer und teilweise verrückter Erlebnisse, die seinen apathischen und pessimistischen Blick auf sein Leben verändern. 

## Entstehung
Spinner enthält autobiografische Elemente. Wie seine Hauptfigur ist Benedict Wells nach dem Schulabschluss von München nach Berlin umgezogen, um sich auf das Schriftstellertum zu konzentrieren. Die Erfolglosigkeit Liers mit seinem Manuskript entspricht auch Wells’ langjährige Suche nach einem Verleger.
Eine maßgebliche Inspiration für den Roman stellte Der Fänger im Roggen von J. D. Salinger dar, wie Wells selbst erklärt. Elemente aus Salingers Buch lassen sich in abgeänderter Form unter anderem in der Charakterisierung der Hauptfigur, dem Sprachstil des Ich-Erzählers in Jugendsprache oder in der äußeren Form einer mehrtägigen „Odyssee“ durch eine Großstadt finden. Auch eine explizite Anspielung auf Der Fänger im Roggen wurde eingebaut: „Im Fernsehen ging eine Doku der Frage nach, was die Enten im New Yorker Central Park den Winter über machten [...]“ (Seite 272).
Als Antwort auf die mäßigen Kritiken des Originals und seinen späteren Erfolg mit Romanen wie Vom Ende der Einsamkeit entschied sich Benedict Wells 2016, eine inhaltlich überarbeitete Version zu veröffentlichen. Ein eigens von Wells eingesprochenes Hörbuch erschien 2021.

## Rezeption
Als einziger von Wells’ veröffentlichten Romen erhielt Spinner vorwiegend ablehnende Kritiken. Dafür sorgten besonders die als trivial empfundene Themenwahl, die der Autor stark an seinem damaligen Leben anlehnte, sowie Unstimmigkeiten in den verschiedenen Erzählsträngen. Die Die Zeit, in der Florian Illies Becks letzter Sommer noch gelobt hatte, gab dem Buch eine besonders negative Bewertung. Rezensentin Inge Kutter bemängelte hier neben den inhaltlichen Lücken besonders einen sprachlich vorherrschenden „Jungston“, der die Jugendsprache nicht nützlich oder künstlerisch einfange. Sie nannte Spinner abschließend eine Enttäuschung.

## Ausgaben
- Spinner. Roman. Diogenes Verlag, Zürich 2009 ISBN 978-3-257-06717-0
- Spinner. Roman. Diogenes Verlag, Zürich 2016 ISBN 978-3-257-24384-0
- Spinner. Hörbuch, Stimme Benedict Wells. 6 CD, Diogenes Verlag, Zürich 2021 ISBN 978-3-257-80398-3